# Un matin ordinaire
 (avril 2012).
Si vous disposez d'ouvrages ou d'articles de référence ou si vous connaissez des sites web de qualité traitant du thème abordé ici, merci de compléter l'article en donnant les références utiles à sa vérifiabilité et en les liant à la section « Notes et références ».
Pour plus de détails, voir Fiche technique et Distribution.
Un matin ordinaire est un court métrage français d'animation réalisé par Michel Gauthier, sorti en 1980.

## Fiche technique
- Réalisation :  Michel Gauthier
- Scénario : Michel Gauthier, Claude Cobast
- Images (banc-titre) : Francis Pronier
- Musique : Jean Cohen-Solal
- Montage : Laurence Bidou
- Son: Yves Osmu
- Production: S.A.V.E.C. (Société Audiovisuelle pour l'Education et la Culture)
- Genre : court métrage d'animation
- Durée : 7 minutes